# Kreis Verden
| Basisdaten                                      | Basisdaten          |
| ----------------------------------------------- | ------------------- |
| Preußische Provinz                              | Hannover            |
| Regierungsbezirk:                               | Stade               |
| Kreisstadt                                      | Verden              |
| Bestandszeitraum                                | 1885–1932           |
| Fläche                                          | 408,93 km²          |
| Einwohner                                       | 28.177 (1925)       |
| Bevölkerungsdichte                              | 69 Einw./km² (1925) |
| Gemeinden                                       | 55 (1900) 51 (1932) |
| Lage des Kreises Verden in der Provinz Hannover |                     |
|                                                 |                     |

Der Kreis Verden war von 1885 bis 1932 ein Landkreis in der preußischen Provinz Hannover. Der Kreissitz war in der Stadt Verden.

## Geschichte
Der Kreis Verden wurde 1885 aus der selbständigen Stadt Verden und dem Amt Verden gebildet. Bei der Kreisreform 1932 wurde aus dem Kreis Verden, dem benachbarten Kreis Achim und der Gemeinde Oiste aus dem Kreis Hoya der neue Landkreis Verden gebildet.

## Landräte
- 1885–1888 Carl Roscher
- 1888–1890 Paul Bugisch
- 1890–1924 Max Seifert
- 1924–1932 Adolf Varain

## Einwohnerentwicklung
| Einwohner    | 1890   | 1900   | 1910   | 1925   |
| ------------ | ------ | ------ | ------ | ------ |
| Kreis Verden | 25.125 | 26.392 | 27.638 | 28.177 |

## Gemeinden
Die Gemeinden des Kreises Verden von 1885 bis 1932 mit ihrer Einwohnerzahl vom 1. Dezember 1910:
| Gemeinde         | Ew. 1910 | Anmerkungen                           |
| ---------------- | -------- | ------------------------------------- |
| Ahnebergen       | 202      |                                       |
| Amedorf          | 207      |                                       |
| Armsen           | 474      |                                       |
| Barme            | 115      |                                       |
| Barnstedt        | 114      |                                       |
| Bendingbostel    | 266      |                                       |
| Beppen           | 360      |                                       |
| Blender          | 620      |                                       |
| Borstel          | 324      |                                       |
| Brunsbrock       | 258      |                                       |
| Dauelsen         | 402      |                                       |
| Deelsen          | 70       |                                       |
| Diensthop        | 67       |                                       |
| Döhlbergen       | 342      |                                       |
| Dörverden        | 1.168    |                                       |
| Einste           | 408      |                                       |
| Eissel           | 194      |                                       |
| Eitze            | 417      |                                       |
| Geestefeld       | 56       | 1928/29 nach Stedorf eingemeindet     |
| Groß Hutbergen   | 149      |                                       |
| Haberloh         | 42       |                                       |
| Halsmühlen       | 69       | 1928/29 nach Dauelsen eingemeindet    |
| Heins            | 140      |                                       |
| Herrenkamp       | –        | 1906 nach Langwedel eingemeindet      |
| Hohenaverbergen  | 242      |                                       |
| Holtebüttel      | 288      |                                       |
| Holtum (Geest)   | 457      |                                       |
| Holtum-Marsch    | 312      |                                       |
| Hönisch          | 301      |                                       |
| Intschede        | 640      |                                       |
| Kirchlinteln     | 616      |                                       |
| Klein Hutbergen  | 134      |                                       |
| Kreepen          | 150      |                                       |
| Kükenmoor        | 98       |                                       |
| Langwedel        | 1.110    |                                       |
| Luttum           | 310      |                                       |
| Morsum           | 710      |                                       |
| Neddenaverbergen | 562      |                                       |
| Neumühlen        | 71       | 1928/29 nach Scharnhorst eingemeindet |
| Odeweg           | 266      | hieß im 19. Jahrhundert Schafwinkel   |
| Otersen          | 421      |                                       |
| Scharnhorst      | 200      |                                       |
| Sehlingen        | 250      |                                       |
| Stedebergen      | 199      |                                       |
| Stedorf          | 625      |                                       |
| Stemmen          | 140      |                                       |
| Verden, Stadt    | 10.064   |                                       |
| Verdenermoor     | 109      |                                       |
| Völkersen        | 474      |                                       |
| Wahnebergen      | 300      |                                       |
| Walle            | 503      |                                       |
| Weitzmühlen      | 175      |                                       |
| Westen           | 628      |                                       |
| Wittlohe         | 164      |                                       |
| Wulmstorf        | 655      |                                       |